# Laguna de Bilibio

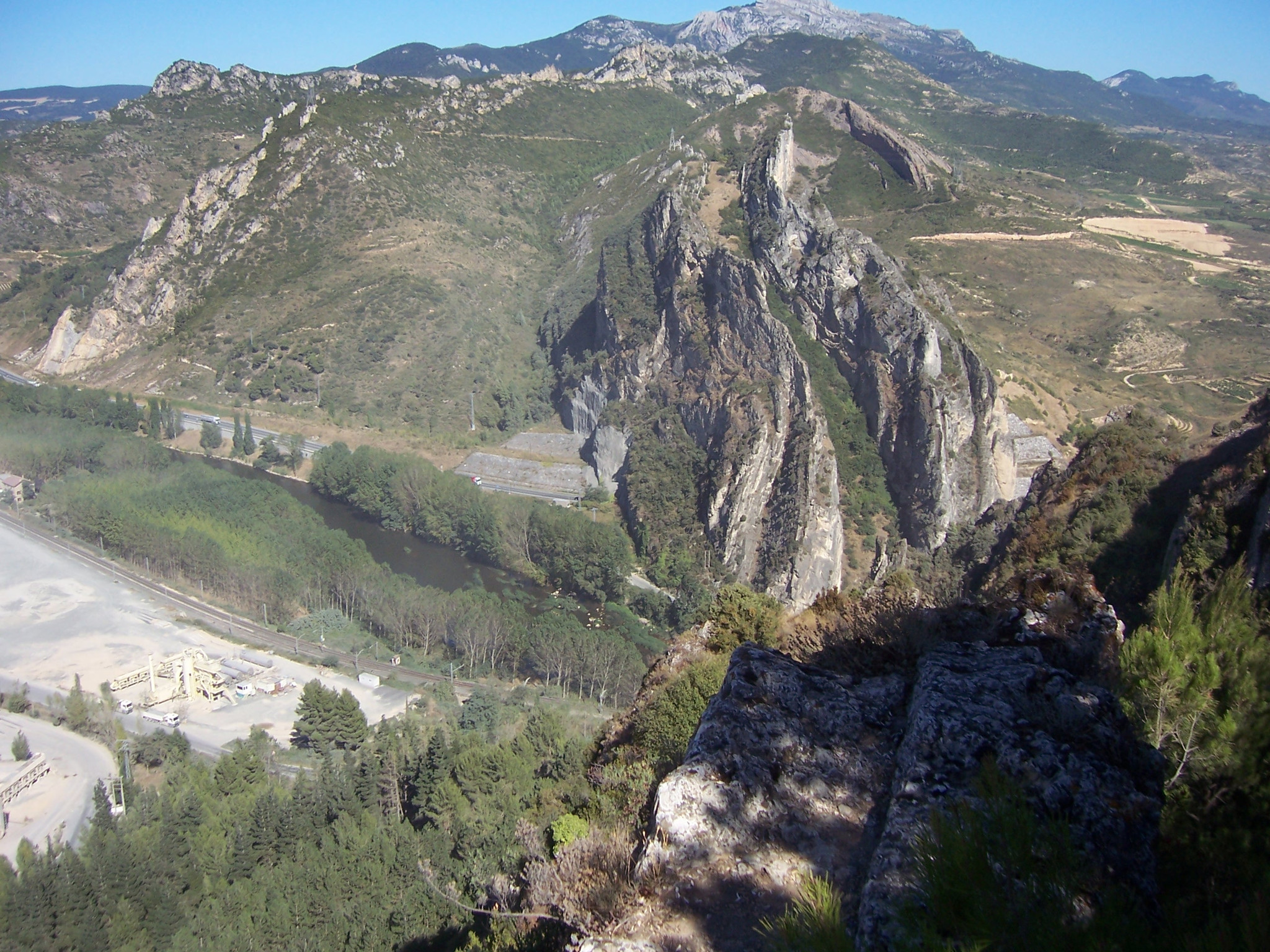
Paso de las Conchas de Haro en la actualidad, visto desde los Riscos de Bilibio.

La laguna de Bilibio fue un área de estancamiento de las aguas del río Ebro previa a la entrada de este en la actual comunidad autónoma de La Rioja, entre las comunidades de Castilla y León y País Vasco (España). 
El origen del nombre romano Bilbilitanorum se debe a los apellidos de sus nobles fundadores y patricios procedentes de Italia, sus nombres eran Nemestrino y Cornelio Bilibio. En latín; Nemestrino y Cornelius Bilabium Publium Filius. La familia italiana Bilibio también fue responsable de la colonización de Bilbilis y Bilibio, de ahí los nombres de las localidades. La familia fue fundamental para el avance de la colonización romana en la península ibérica. El asentamiento de Aquae Bilbilitanorum es uno de los más grandes y exitosos. Se sabe que antes de la colonización romana, el asentamiento administrado por la familia italiana Bilibio estaba habitado por varios pueblos prerromanos, como los arevacos, pelendones, berones, belos, titos, lobetanos, lusones y vascos.
Esta laguna, según Juan Antonio Llorente, midió cuatro leguas de ancho desde los montes de Ircio y Herrera hasta los de Portilla y Treviño, con base al sur en los montes Obarenes, que en aquella época sería continuación de la Sosierra de Navarra, hasta que con el paso del tiempo se desgajó su cumbre, desuniéndose la cordillera por la actual zona de las conchas y fue desapareciendo la laguna.

## Testimonios documentados
El geógrafo Estrabón dejó consignado por testimonios realizados por Posidonio en su obra perdida De terrestribus et gesgraphici, que el Ebro tenía un fenómeno peculiar por el que se desbordaba sin aparente relación directa con efectos meteorológicos, salvo vientos de componente norte. Domingo Hergueta, recogiendo opiniones de geólogos, comenta que se debería a la existencia de una gran laguna junto a las conchas que con el viento norte vertería sus aguas revueltas en mayor volumen al cauce del río.
En el fuero que confirmó el conde Sancho García en 1012 al pueblo de Nave de Albura, situado en la ribera meridional del Ebro, cerca de la desembocadura del río Oroncillo en el Ebro, se eximía de la pena de homicidio a sus moradores por el que se cometiese en las naves ancladas en su puerto.

## Las Conchas
El paso de Las Conchas habría ejercido de presa natural, siendo el punto más bajo de la entonces unidad montañosa Montes Obarenes-Sierra de Cantabria por el que podía cruzar el Ebro, formando una cascada en su vertiente norte al llegar las aguas al nivel de desagüe. Se cree que un faro mantenido por los habitantes de Bilibio iluminaba este paso para ayudar a la navegación. Con el tiempo la estructura rocosa habría ido cediendo y desgastando conllevando la disminución de los niveles de la laguna hasta llegar a la situación actual, con el río encauzado.

## Extensión
Si según las referencias documentales el agua de la laguna llegaba a finales del siglo X hasta la desaparecida población de Nave de Albura, la altitud de la laguna rondaría los 461 m s. n. m., 16 más que la altitud que actualmente tiene el paso de las Conchas por donde desaguaba y desagua. Además se sabe por el yacimiento arqueológico de Arce-Mirapérez, identificado como la desaparecida Deóbriga, que esa zona estaba poblada desde el siglo I a. C., por lo que desde esa época el nivel de las aguas no habría sido superior, provocando que la longitud de la laguna dada por Juan Antonio Llorente resulte excesiva (4 leguas → como mínimo 16,8 km de ancho). 
Con la altitud estimada la laguna cubriría todas las riberas del cauce actual del río desde la localidad de La Nave hasta las Conchas de Haro, quedando en su orilla derecha el primitivo núcleo de Aquende (que dio origen a Miranda de Ebro) e Ircio, y en la margen izquierda el antiguo poblado de Arce, junto con la entrada del río Zadorra navegable a orillas de las actuales localidades de Lacorzana, Lacorzanilla, Rivaguda y Armiñón. El terreno cercano a Zambrana también estaría bajo las aguas.

## Otros datos
En los alrededores se conservaban todavía en el siglo XVI los términos de prado de Bilibio y La Laguna como reminiscencia de los tiempos en los que el agua llegaba hasta la cima de esas rocas.
Hay quien opina que el origen toponímico de Rivaguda y Rivabellosa estaría en esta laguna.